# Корольчук Олександр Іванович
Олекса́ндр Іва́нович Корольчу́к (12 жовтня 1893, Волинь/12 грудня 1883, с. Величковичі, нині Берестейська область, Білорусь — 3 березня 1925, Запоріжжя) — український актор, режисер. Один із засновників театру імені Марії Заньковецької (нині —  Національний академічний український драматичний театр імені Марії Заньковецької).

## Життєпис

Олександр Корольчук у ролі Франца Моора в драмі «Розбійники» Фрідріха Шіллера

Олександр Іванович Корольчук народився, за одними даними, 12 грудня 1883 року в селі Величковичі, нині Берестейська область, Білорусь за іншими — 12 жовтня 1893 року на Волині.
Від 1909 року був одним із провідних акторів Театру Миколи Садовського в Києві, а з 1916 року — його фактичним художнім керівником. Сприяв поповненню репертуару театру рядом актуальних творів новітньої драматургії.
Видавець першого українського літературно-мистецького журналу «Сяйво» (1913—1914), що згуртував прогресивних авторів того часу.
Голова першої професійної спілки театральних діячів України.
Від 1919 року — у Державному театрі УНР.
1920 року очолював «Товариство українських акторів під керівництвом Олександра Корольчука». Трупа виступала на сцені Лук'янівського Народного дому в Києві з лютого по червень 1920 року.
З червня 1920 року очолював Роменську театральну трупу та «групу акторів на чолі з О. Корольчуком»
Від 1921 року — в Народному театрі Панаса Саксаганського.
1922 року був одним із засновників театру імені Марії Заньковецької. У жовтні 1922 р. у театрі ім. М. Заньковецької відбулася вистава М. Старицького «Остання ніч» у постановці режисера А. Корольчука.
Помер 3 березня 1925 року в Запоріжжі від висипного тифу

## Ролі та вистави
Зіграв ролі:
- Гнат Чалий («Сава Чалий» Івана Карпенка-Карого),
- Богдан Хмельницький («Богдан Хмельницький» Михайла Старицького),
- Франц Моор («Розбійники» Фрідріха Шіллера),
- Михайло («Украдене щастя» Івана Франка).

Поставив вистави:
- «Украдене щастя» Івана Франка (1923),
- «Тартюф» Мольєра (1923),
- «Мірандоліна» Гольдоні (1924).